# Lasioglossum tooloomense
Lasioglossum tooloomense är en biart som först beskrevs av Cockerell 1929.  Lasioglossum tooloomense ingår i släktet smalbin, och familjen vägbin. Inga underarter finns listade i Catalogue of Life.

## Bildgalleri

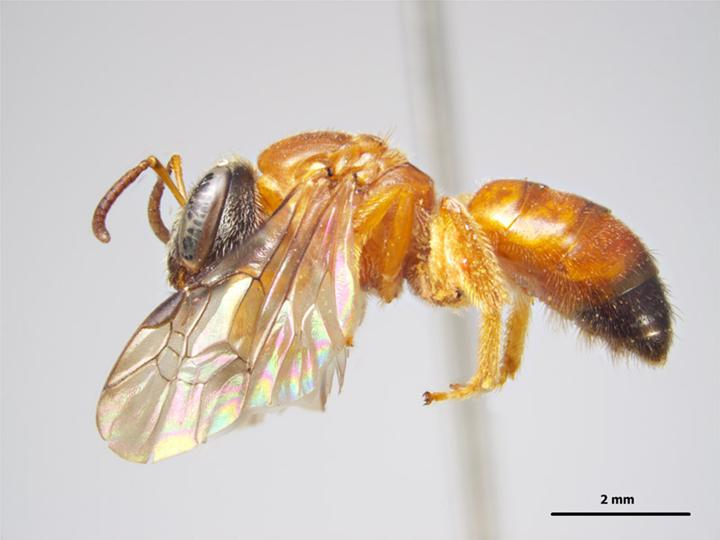
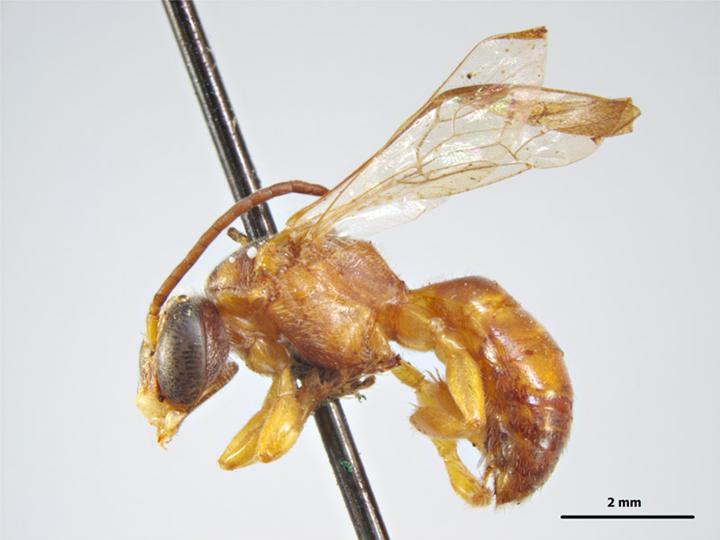